# Мюнхенський путч
«Мюнхенський путч» (також путч Гі́тлера — Людендо́рфа, нім. Hitler-Ludendorff-Putsch) — невдала спроба державного перевороту 8—9 листопада 1923 року ветеранською організацією Кампфбунд на чолі з Адольфом Гітлером та генералом Еріхом Людендорфом у Мюнхені в Німеччині. У результаті невдалого путчу деякі заколотники були вбиті, Гітлер і інші потрапили до в'язниці. Події листопада 1923 року стали частиною нацистської міфології «мучеництва»; за влади нацистів щорічно відмічалися. Збудований нацистами на місці загибелі путчистів пантеон по війні був зруйнований.

## Передісторія
Початок 1923 року відзначився у Німеччині загостренням кризи у багатьох сферах суспільства. На тлі загальної апатії та відчаю після поразки у Першій світовій війні, безконтрольної інфляції та кризи у економіці, країною прокотилася хвиля страйків та демонстрацій. Восени 1923 року нове погіршення ситуації було викликано французькою окупацією Рура. У цих умовах Націонал-соціалістична партія на чолі з Адольфом Гітлером вступила в союз з правими консерваторами-сепаратистами, що перебували при владі в Баварії і почала спільно готувати виступ проти соціал-демократичного уряду в Берліні. Гітлера надихав приклад походу Муссоліні на Рим, і він сподівався повторити це у Німеччині, організувавши похід на столицю. Проте стратегічні цілі учасників заколоту різко різнилися: консерватори-сепаратисти прагнули реставрувати дореволюційну баварську монархію Віттельсбахів, а нацисти створити сильну державу на чолі з Гітлером як диктатором. Лідер баварських правих Густав фон Кар був проголошений комісаром землі з диктаторськими повноваженнями і ввів у Баварії надзвичайний стан. Він також відмовився виконувати накази з Берліна і зокрема — розпустити нацистські загони і закрити газету Völkischer Beobachter. Проте, зіткнувшись з твердою позицією берлінського Генерального штабу, лідери Баварії завагалися і заявили Гітлеру, що не мають наміру поки що відкрито виступати проти Берліна. Гітлер натомість вирішив сам взяти ініціативу у свої руки і почати заколот.

## Путч

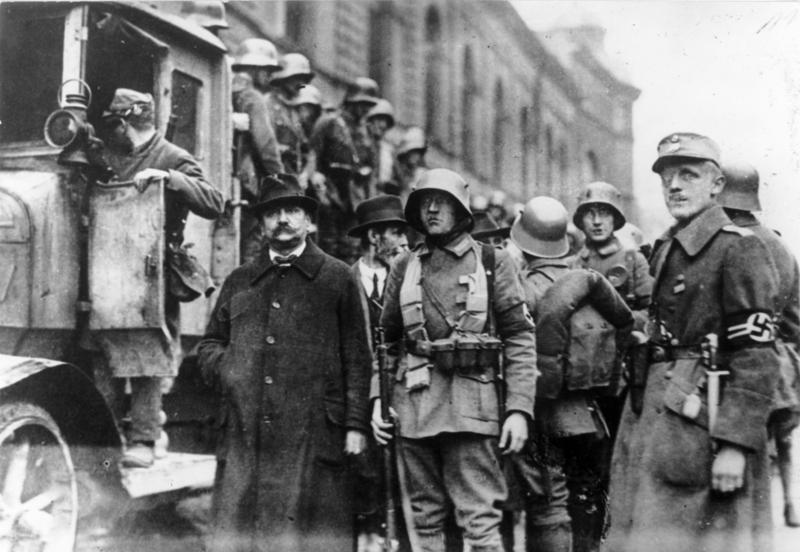
Члени міської ради Мюнхена арештовані за наказом Гітлера.

Путч почався увечері 8 листопада 1923 року у приміщенні пивного бару «Бюргербройкеллер» (Bürgerbräukeller), де зібралася велика група видатних баварців, серед них лідер правих Густав фон Кар, командувач збройних сил Баварії генерал Отто фон Лоссов, начальник баварської поліції Х. фон Шайссер та інші. Протягом 30 хвилин фон Кар читав підготовлену промову для близько 1000 присутніх у залі, коли раптом Гітлер вийшов на сцену, став на стіл і, щоб заглушити галас у залі, вистрілив з пістолета у стелю. Гітлер заявив, що почалася революція і що баварський уряд повалено і він збирався сформувати тимчасовий уряд Рейху. Він також запросив фон Кара та інших представників баварського уряду почати з ним консультації у сусідній кімнаті, на що ті неохоче погодилися. Близько 500 штурмовиків оточили приміщення і встановили зовні важкі кулемети. Тим часом, Герман Герінг та колишній учасник Першої світової війни і союзник Гітлера Еріх Людендорф намагалися заспокоїти натовп і закликали усіх до спокою.
Розмахуючи пістолетом у сусідній кімнаті, Гітлер заборонив залишити приміщення без його дозволу й оголосив про формування нового уряду на чолі з собою. Людендорф, фон Кар та деякі інші баварці під тиском погодилися бути членами тимчасового уряду. Попри це, згодом фон Кару, фон Зайссеру і Лоссову вдалося втекти з приміщення бару і оприлюднити заяву, в якій вони відмежовувалися від Гітлера та засуджували путч. Тим часом прихильникам нацистів, зокрема Ернсту Рему на чолі з групою бойовиків вдалося захопити баварське військове міністерство. За наказом Гітлера були арештовані як заручники члени міської ради Мюнхена. Путчистам однак не вдалося захопити об'єкти стратегічного значення, у тому числі телеграф та телефонну станцію, звідки представники влади повідомили Берлін про заколот у Мюнхені.
Наступного ранку представники баварського уряду викликали до Мюнхена війська з навколишніх міст і почали придушення путчу. Гітлер і Людендорф вирішили очолити демонстрацію на підтримку заколотників і Рема і почали марш містом. Гітлер і Людендорф вважали, що їхня акція буде користуватися підтримкою більшості солдатів, а Людендорф, зокрема, вважав, що армія не відкриє по ньому вогонь, а перейде на їхній бік, оскільки він ще досі зберігав статус полководця-героя минулої війни. Хода почалася опівдні. У ній брали участь, крім Гітлера і Людендорфа, також Герінг, Макс Ервін та інші члени нацистської партії. Спочатку путчистам вдалося підкорити невелику групу поліцейських, і хода продовжувалася за підтримки незначної частини населення. Однак скоро путчисти зіткнулися зі значно більшою кількістю поліції, які у відповідь на постріл з лав демонстрантів відкрили вогонь. Від куль поліції загинуло 14 путчистів, також було вбито четверо поліцейських. Гітлер вцілів, оскільки його повалили на землю, інші нацисти отримали поранення. На відміну від інших, Людендорф не був поранений і був одразу ж узятий під варту.

## Наслідки

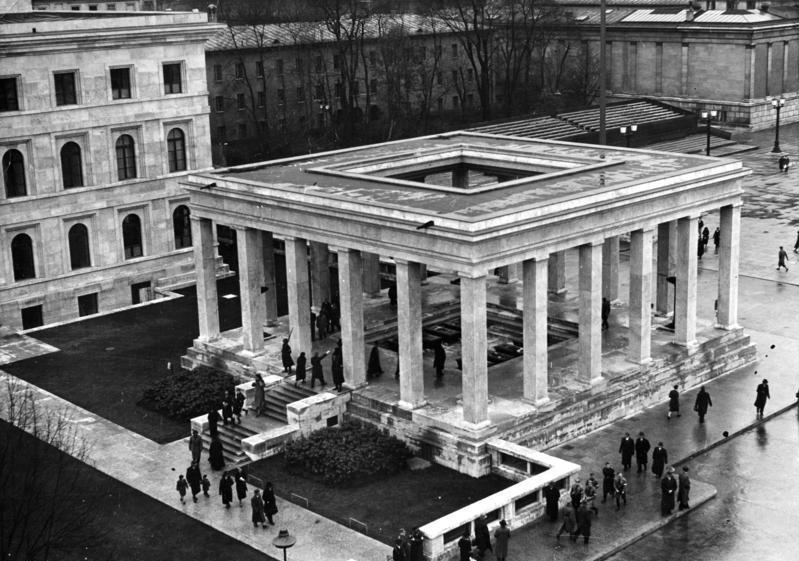
Пантеон «мучеників» путчу у 1938 році. Після війни був зруйнований.

Після заколоту деяким нацистам вдалося втекти до Австрії, Гітлера, Рудольфа Гесса та декількох інших було арештовано на другий день, і їм було висунуте звинувачення у державній зраді. Судовий процес над путчистами почався 26 лютого 1924 року і тривав 24 дні. Гітлер використав відкритий судовий процес для того, щоб привернути до себе увагу преси та громадськості, яка слідкувала за ходом суду. Замість поразки Гітлер обернув невдалий путч на перемогу, вражав присутніх своїм красномовством і пристрасною вірою в націоналізм. Суд віднісся до заколотників-нацистів доволі поблажливо — учасників путчу, в тому числі і Гітлера, засудили лише до 5 років позбавлення волі, а Людендорфа виправдали зовсім.
Незважаючи на такий вирок, громадськість під впливом промов Гітлера на суді та прихильних коментарів у пресі вважала вирок надто жорстоким. Представникам баварського правосуддя також не вдалося депортувати Гітлера як іноземця до Австрії. Покарання нацисти відбували у фортеці Ландсберг у доволі комфортних умовах, де вони мали нагоди збиратися разом і де Гітлер отримав окрему кімнату з чудовим краєвидом. Тут він приймав численних відвідувачів і почав писати свою книгу «Майн кампф» (Моя боротьба).
Вже через дев'ять місяців ув'язнення, 20 грудня 1924 року Гітлер був звільнений і почав свою боротьбу проти режиму на волі. Пізніше, коли Гітлер прийшов до влади, за його наказом у Мюнхені був збудований пантеон, який складався із залізних саркофагів та кам'яних стел для «мучеників» путчу. Гітлер мав намір після своєї смерті також встановити в пантеоні свій власний саркофаг. Щороку в листопаді Гітлер та інші нацисти відмічали урочистою ходою події невдалого путчу 1923 року. Пізніше була випущена поштова марка на честь полеглих путчистів. Після повалення гітлерівського режиму союзники підірвали нацистський пантеон у 1947 році, знищили саркофаги і прибрали звідти тіла путчистів. Із усього пантеону залишились лише кам'яні стели, біля котрих по війні іноді продовжували збиратися ветерани-нацисти. На місці пантеону була встановлена меморіальна дошка на честь поліцейських, загиблих під час путчу.